# سيزار زامورا
سيزار زامورا (بالإنجليزية: César Zamora)‏ هو لاعب كرة قدم أمريكي، ولد في 27 مايو 1991 في غرناطة هيلز ‏ في الولايات المتحدة. شارك مع منتخب الولايات المتحدة تحت 20 سنة لكرة القدم. أما مع النوادي، فقد لعب مع نادي شيفاز يو إس أي.

## وصلات خارجية
- سيزار زامورا على موقع الدوري الأمريكي (الإنجليزية)
- سيزار زامورا على موقع قاعدة بيانات كرة القدم.إي يو (الإنجليزية)